# Блер Андервуд
Блер Ервін Андервуд (англ. Blair Underwood; 25 серпня 1964, Такома, Вашингтон, США) — американський актор. Він дебютував у 1985 році в музичному фільмі «Круш Грув», а з 1987 по 1994 рік грав роль адвоката Джонатана Роллінза в юридичному драматичному серіалі NBC «Закон Лос-Анджелеса».
За свою кар'єру Андервуд знявся в ряді фільмів, зокрема Справедливий суд (1995), Set It Off (1996), Зіткнення з безоднею (1998), Правила бою (2000), Щось нове (2006), Возз'єднання родини Мадеї (2006) і Хуаніта (2019). На телебаченні він зіграв головну роль у медичній драмі 2000 року «Місто ангелів», а також грав регулярні ролі у фільмах «Високий інцидент» (1996-97), LAX (2004-05), «Брудні сексуальні гроші» (2007-09), «На лікуванні» (2008), The Event (2010–11), Ironside (2013) і Quantico (2016–18). Андервуд отримав дві номінації на премію «Золотий глобус», п'ять премій NAACP Image Awards, одну денну премію «Еммі» та одну премію «Греммі».

## Раннє життя
Андервуд народився в Такомі, штат Вашингтон, в сім'ї Мерилін Енн Скейлз, декоратора інтер'єрів, і Френка Юджина Андервуда-старшого, полковника армії США. Через військову кар’єру свого батька Андервуд жив на базах і на армійських постах у Сполучених Штатах і Штутгарті, протягом усього дитинства. Блер відвідував Петерсбергську середню школу в Петерсберзі, штат Вірджинія. Він продовжував відвідувати Школу драми Карнегі-Меллона в Піттсбурзі, штат Пенсільванія, і є почесним членом братства Phi Beta Sigma.

## Кар'єра
Після свого кінодебюту «Круш Грув», поява Андервуда в «Шоу Косбі» в 1985 році принесла йому коротку участь у тримісячній мильній опері ABC One Life to Live as Bobby Blue. Пізніше він знявся в недовгому кримінальному драматичному серіалі CBS «Центр міста» з 1986 по 1987 рік, а також знявся в серіалі «Опудало і місіс. Короля та 21 Джамп Стріт.
У 1987 році Андервуд у віці 23 років отримав роль адвоката Джонатана Роллінза в юридичному драматичному серіалі NBC «Закон Лос-Анджелеса». Він отримав номінацію на премію «Золотий глобус» за найкращу чоловічу роль другого плану – серіал, міні-серіал або телефільм у 1991 році. Серіал закінчився в 1994 році. У 1990 році він зіграв Джеймса Чейні у телевізійному фільмі NBC «Вбивство в Міссісіпі». У 1993 році він знявся у вестерні «Посе» з Маріо Ван Піблз у головній ролі. Після Лос-Анджелеса Лоу він знявся в кількох фільмах. У 1995 році він з'явився в юридичному трилері Справедливий суд, а наступного року зіграв кохання Джади Пінкетт у фільмі про пограбування Set It Off . Він також зіграв роль генетика другого плану в науково-фантастичному фільмі «Гаттака» (1997) і у фільмі-катастрофі «Глибинний удар» (1998). У 1996 році він був представлений у липневому номері еротичного журналу Playgirl.

## Фільмографія
| Рік  | Фільс                                 | Роль                                | Примітки |
| ---- | ------------------------------------- | ----------------------------------- | --- |
| 1985 | Krush Groove                          | Russell Walker                      | |
| 1988 | Mickey's 60th Birthday                | Johnathon Rollins                   | TV movie |
| 1989 | The Cover Girl and the Cop            | Horace Bouchet                      | TV movie |
| 1990 | Murder in Mississippi                 | James Chaney                        | TV movie NAACP Image Award for Outstanding Actor in a Television Movie, Mini-Series or Dramatic Special                                                                                            |
| 1990 | Heat Wave                             | Robert Richardson                   | TV movie |
| 1992 | The Second Coming                     | Jesus                               | Short film |
| 1993 | Father & Son: Dangerous Relations     | Jared Williams                      | TV movie |
| 1993 | Posse                                 | Sheriff Carver                      | |
| 1995 | Just Cause                            | Bobby Earl Ferguson                 | |
| 1996 | Set It Off                            | Keith Weston                        | Nominated—NAACP Image Award for Outstanding Supporting Actor in a Motion Picture |
| 1996 | Soul of the Game                      | Jackie Robinson                     | TV movie Nominated—NAACP Image Award for Outstanding Actor in a Television Movie, Mini-Series or Dramatic Special                                                                                  |
| 1996 | Mistrial                              | Lieutenant C. Hodges                | TV movie |
| 1997 | Gattaca                               | Geneticist                          | |
| 1998 | Asunder                               | Chance Williams                     | |
| 1998 | Deep Impact                           | Mark Simon                          | |
| 1998 | Mama Flora's Family                   | Willie                              | TV movie NAACP Image Award for Outstanding Actor in a Television Movie, Mini-Series or Dramatic Special                                                                                            |
| 1999 | The Wishing Tree                      | "Magic Man"                         | |
| 2000 | Rules of Engagement                   | Captain Lee, USMC                   | NAACP Image Award for Outstanding Supporting Actor in a Motion Picture |
| 2002 | Truth Be Told                         | Detective Harris                    | |
| 2002 | G                                     | Chip Hightower                      | |
| 2002 | Full Frontal                          | Calvin / Nicholas                   | |
| 2003 | Malibu's Most Wanted                  | Tom Gibbons                         | |
| 2004 | Fronterz                              | Unknown                             | |
| 2004 | Do Geese See God?                     | Man                                 | |
| 2005 | Straight Out of Compton 2             | Hen                                 | Also producer |
| 2005 | The Golden Blaze                      | Gregory Fletcher / The Golden Blaze | Voice |
| 2006 | Something New                         | Mark Harper                         | |
| 2006 | Madea's Family Reunion                | Carlos                              | |
| 2006 | Covert One: The Hades Factor          | Palmer Addison                      | TV movie |
| 2007 | Operation Homecoming                  | Voice role                          | |
| 2007 | The Hit                               | Hen                                 | |
| 2009 | The Bridge to Nowhere                 | The Director                        | |
| 2010 | I Will Follow                         | Evan                                | |
| 2011 | The Art of Getting By                 | Principal Bill Martinson            | |
| 2012 | Woman Thou Art Loosed: On the 7th Day | David Ames                          | |
| 2012 | The True Friendship or Not?..         | Principal Bramble                   | |
| 2014 | The Trip to Bountiful                 | Ludie Watts                         | TV movie NAACP Image Award for Outstanding Actor in a Television Movie, Mini-Series or Dramatic Special Nominated—Critics' Choice Television Award for Best Supporting Actor in a Movie/Miniseries |
| 2018 | The After Party                       | Sergeant Martin Ellison             | |
| 2019 | Juanita                               | Himself                             | |
| 2020 | Bad Hair                              | Amos Bludso                         | |
| 2020 | Really Love                           | Jerome Richmond                     | |